# Welferding
Koordinaten: 49° 7′ N, 7° 2′ O

Wappen Welferding

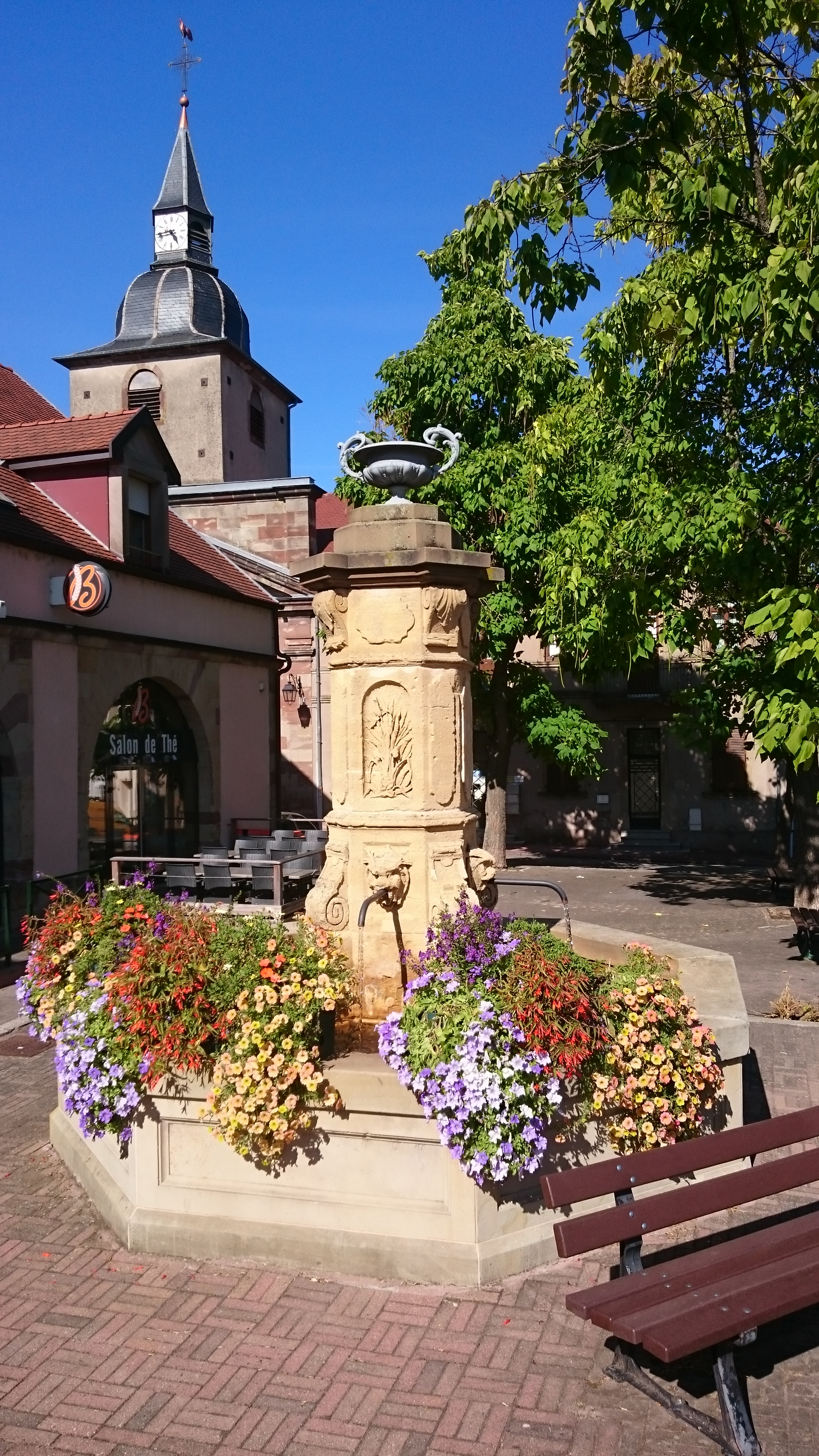
Welferding

Welferding (deutsch Wölferdingen, lothringisch Welferdinge) ist ein Ortsteil von Saargemünd (Frankreich) im Département Moselle, zwei Kilometer nordwestlich der Innenstadt.

## Geschichte
Der Ort wurde von Benediktinermönchen der Abtei Tholey gegründet. Die Abtei übte bis zur Französischen Revolution die Patronatsherrschaft über die Pfarrei Wölferdingen aus. Das Kirchenlehen des Hochstifts Verdun war im 13. Jahrhundert in den Händen der Grafen von Blieskastel und der Grafen von Veldenz. 1661 verkauften die Herren von Helmstatt Wölferdingen an die Herren von der Leyen. Kurfürst Karl Kaspar von der Leyen (1651–1676) gab die Herrschaft Blieskastel seinem Bruder Hugo Ernst von der Leyen zum Lehen. Im Jahre 1781 übergab Graf Philipp Franz von der Leyen die Oberhoheit über die Orte Wölferdingen, Bliesschweyen, Bliesbrücken und Wustweiler tauschweise an Frankreich und erhielt sie als Lehen unter dem Namen „baronnie de Welferding“ zurück. Im Jahre 1784 verkaufte er die Baronie an den Comte de Vergennes Charles Gravier (frz. Außenminister von 1774 bis 1787).
1964 wurde Welferding nach Saargemünd eingemeindet. 1983 brannte die Welferdinger Mühle (Goeppsche Mühle) ab.

## Entwicklung des Namens
Benannt ist der Ort nach dem Heiligen Walfridus, einem Glaubensverkünder aus den Vogesen. Welferding erfuhr im Laufe seiner Geschichte mehrere Namensveränderungen:
- 1544  Sanctus Walfridus und Walferding
- 1590  Sant Welferdt
- 1623  Welfertingen
- 1756  Saint-Walfride
- 1759  Verfelden
- 1782  Welfferding

## Bevölkerungsentwicklung
| Jahr      | 1793 | 1866 | 1946 | 1954 | 1962  |
| Einwohner | 450  | 1551 | 1421 | 1445 | 1 512 |

## Infrastruktur
Welferding besitzt einen Kindergarten und eine Grundschule. Auch das Stadion von Welferding ist eine genutzte Sportstätte.

## Belege
1. 1 2  
Infotafel zur Herrschaftsgeschichte in der Kirche von Welferding
2. ↑  
Michael Mohr: Die Welferdinger Mühle, Saarbrücker Zeitung vom 27. August 1983, mit weiteren Infos über Welferding
3. ↑  
Alex Bouteiller: Dictionnaire topographique de l'ancien département de la Moselle, Paris 1874, S. 283.